# Stufenschalter für Leistungstransformatoren

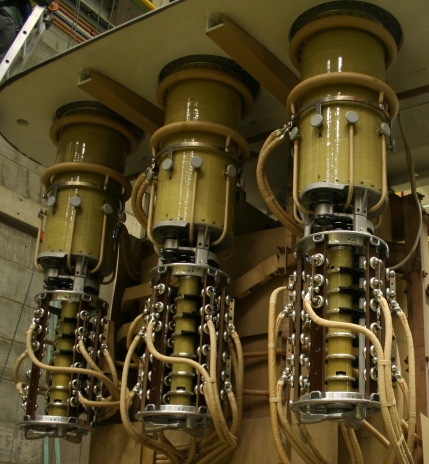
Drei einphasige Stufenschalter am Transformatordeckel montiert; die Regelableitung ist bereits angeschlossen

Stufenschalter für Leistungstransformatoren dienen zur Einstellung des Übersetzungsverhältnisses. Die Wicklung des Transformators auf seiner Ober- oder Unterspannungsseite umfasst hierzu meist eine Stammwicklung und eine Regel- oder Stufenwicklung mit mehreren Anzapfungen, die an den Stufenschalter geführt werden. Auch die Leistungsregelung bei Parallelschaltung wird über den Stufenschalter realisiert.
Stufenschalter teilen sich in Laststufenschalter (englisch OLTC – On Load Tap Changer) und Umsteller (englisch NLTC – No Load Tap Changer, DETC – De-Energized Tap Changer oder OCTC – Off Circuit Tap Changer).

## Laststufenschalter

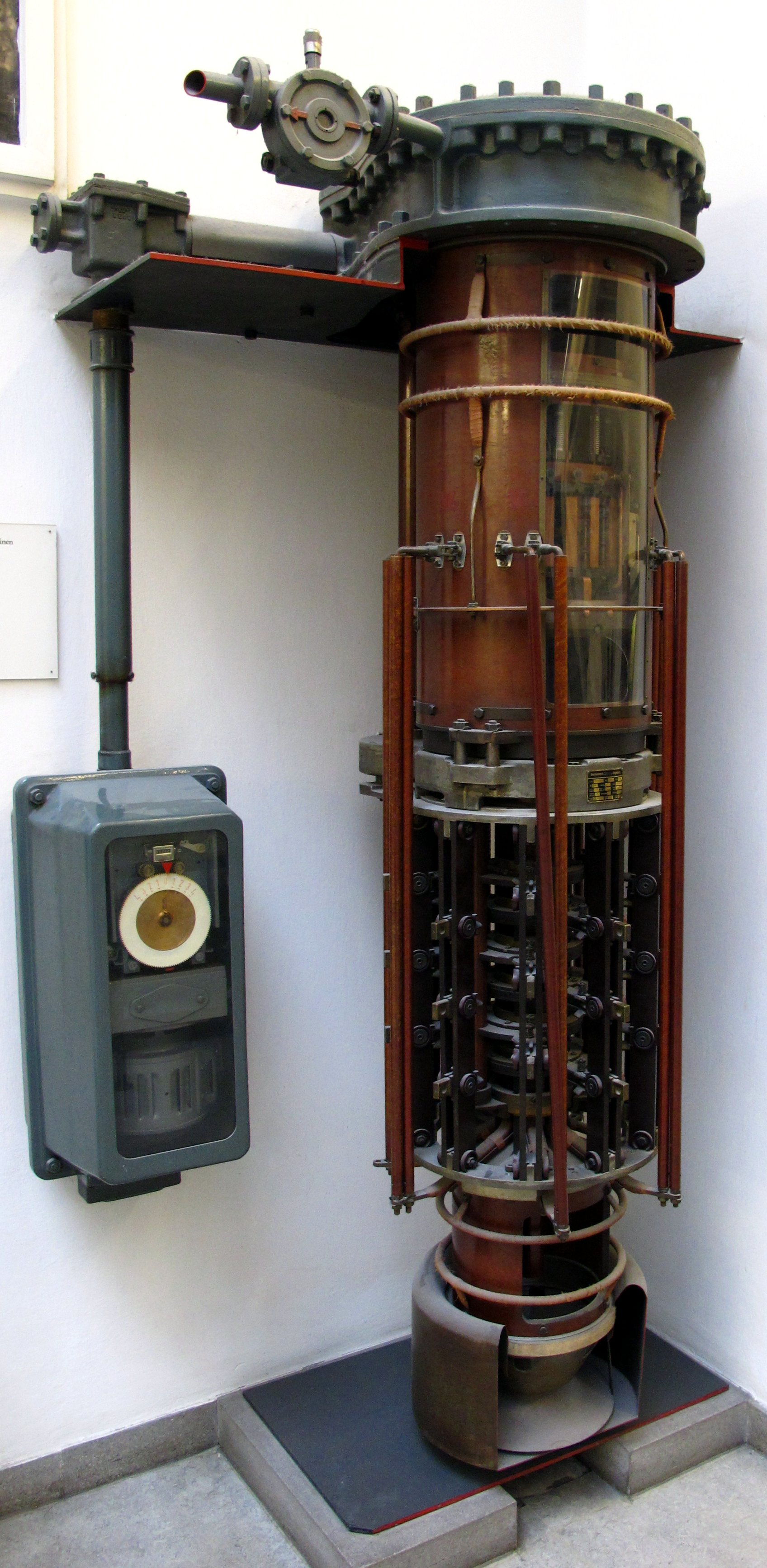
Stufenschalter aus einem Leistungstransformator

Lastschalter im unteren Bereich mit acht Vorwahlschaltern (1..8) auf der Primärseite eines Hochspannungstransformators. Dargestellt ist der unterbrechungsfreie Umschaltvorgang von Stufe 2 auf Stufe 3 und vice versa.

Laststufenschalter dienen zur unterbrechungsfreien Umschaltung unter Last und werden in Lastwähler und Lastschalter unterteilt. Je nach zu bewältigenden Betriebsströmen und Einbauort in der Transformatorschaltung werden Stufenschaltern ein- oder dreiphasig verbaut. Das heißt, eine Stufenschaltersäule schaltet entweder eine oder drei Phasen. Drei einphasige Stufenschalter benötigen mehr Platz im Trafokessel als ein dreiphasiger Stufenschalter. Der Einsatz dreiphasiger Stufenschalter setzt zumeist den Einbauort im Sternpunkt einer Sternschaltung voraus. Für größere Ströme, höhere Schaltleistung oder den Einsatz in einer Dreieckschaltung werden meist einphasige Schalter benötigt.
Lastschalter bestehen aus einem Wähler, einem Lastumschalter und Widerständen oder Spulen, die den beim Umschalten auftretenden Kurzschlussstrom zwischen den Stufen begrenzen. Der Wähler bildet dabei eine Einheit mit dem Aktivteil des Transformators, er ist starr mit den Anzapfungen der Stufenwicklung verbunden. Die Wählerkontakte werden last- oder stromfrei geschaltet. Die Einheit aus Lastumschalter und Widerständen oder Spulen (Lastumschaltereinsatz) befindet sich aufgrund der Ölverschmutzung durch den Schaltlichtbogen in einem eigenen Ölgefäß, das wiederum in den Transformatorkessel integriert ist. Der Lastumschaltereinsatz ist mit dem gleichen Öl (meist ein mineralölbasiertes oder synthetisches Öl oder ein Ester) gefüllt wie der Kessel, steht jedoch im Allgemeinen nicht mit dem Transformatorenöl in Verbindung. Eine Abwandlung dieses Prinzips stellt der Stufenschalter mit Strombegrenzungsdrossel dar. Dieser Typ von Stufenschaltern beinhaltet bis auf die strombegrenzenden Elemente alle Komponenten in einer Art ölgefülltem Rucksack, der an den Kessel angeschweißt oder geschraubt wird. Zur Strombegrenzung beim Schalten ist eine Strombegrenzungsdrossel, auch als Preventive Autotransformer bekannt, notwendig. Über eine Verbindungsplatte wird der Schalter mit den Anzapfungen der Stufenwicklung und der Strombegrenzungsdrossel verbunden. Diese Stufenschaltertechnologie kommt vor allem im Amerikanischen Raum zum Einsatz.
Der Wähler kann zur Vergrößerung des Regelbereichs oder der Stufenanzahl einen Vorwähler, der die Stammwicklung mit der Stufenwicklung verbindet, und einen Feinwähler, der die gewünschte Anzapfung kontaktiert, umfassen. Der Vorwähler kann beispielsweise als Wender, Grobstufe oder Mehrfachgrobstufe ausgebildet sein.
Der Laststufenschalter ist aufgrund der relativ häufigen Schaltvorgänge und des hohen Anteils mechanisch und elektrisch sehr hoch belasteter Komponenten relativ fehleranfällig, was eine gründliche Arbeitsweise bei Wartungsarbeiten erfordert. Ein Schwachpunkt des beschriebenen Systems liegt beim Wähler im Ölraum. Dieser kann nur mit Aufwand gewartet werden, was einen Stillstand des Trafos notwendig macht.
Der Trend bei den Lastumschaltern geht zu Vakuumschaltern. Laut Herstellerangaben erhöhen diese die Wartungsintervalle von 7 auf 25 Jahre, bzw. ist, auf ein Zeitintervall bezogen, eine höhere Anzahl an Stufungen möglich. 
Stufenschalter-Monitoringsysteme bieten durch Summenstrombildung und Drehmomentüberwachung eine ständige Zustandsdiagnose.

## Umsteller
Umsteller erfüllen prinzipiell dieselben Aufgaben wie Laststufenschalter, können jedoch nur last- oder spannungsfrei verstellt werden. Umsteller werden üblicherweise mit wenigen Stufen ausgeführt und häufig nur von Hand betätigt. Sie sind weitgehend wartungsfrei.

## Hersteller
- Maschinenfabrik Reinhausen (seit 1868) im Stadtbezirk Reinhausen in Regensburg
- ABB
- Hyundai Heavy Industries
- Albert Maier GmbH
- früher: AEG, Siemens, Trafo-Union, ELIN-OLTC